# Conca delle Turbiglie
La Conca delle Turbiglie è una dolina carsica situata nelle propaggini settentrionali delle Alpi Liguri, in comune di Pamparato (CN).

## Descrizione

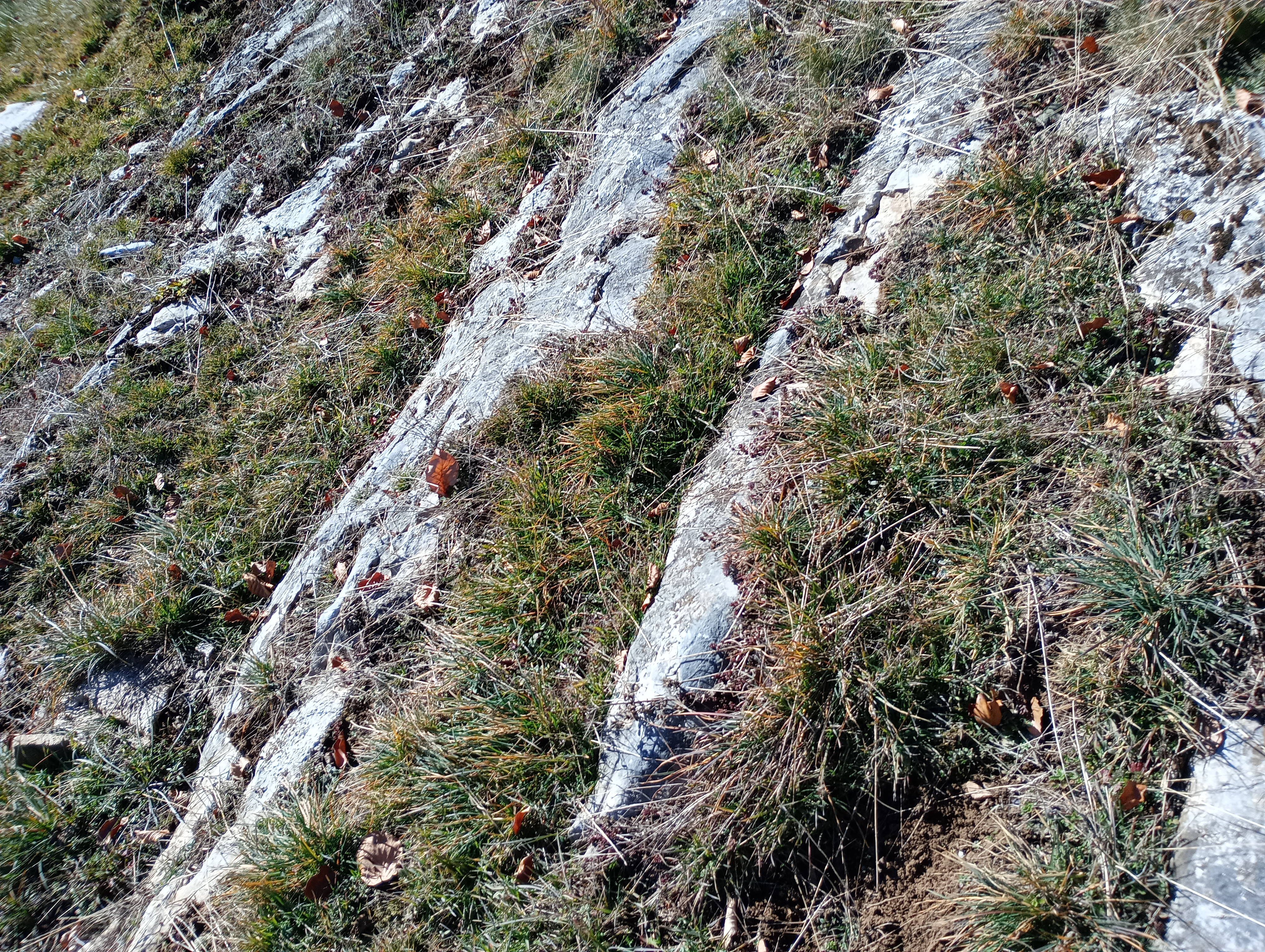
Affioramento di roccia calcarea sulle pendici della conca

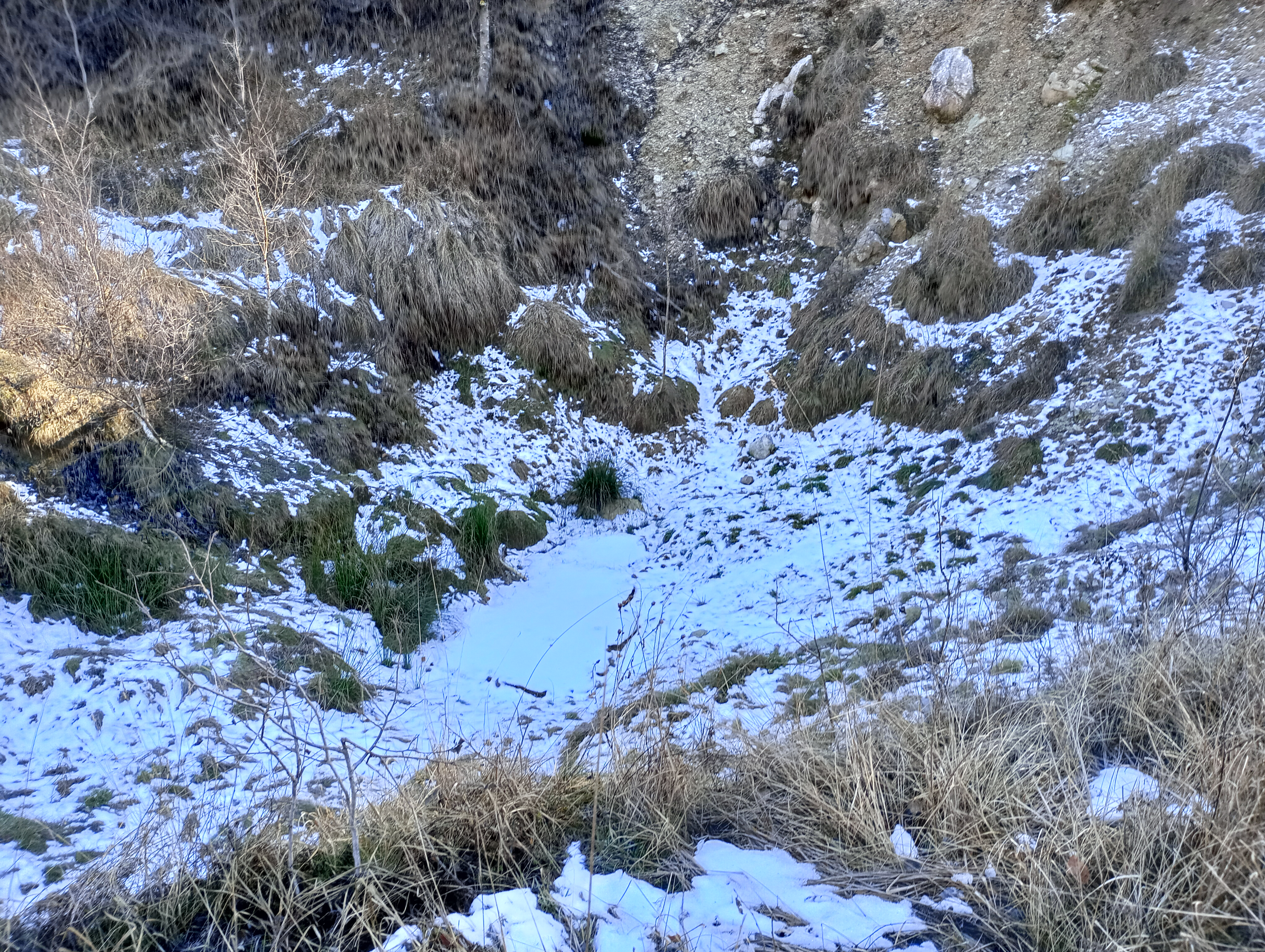
Dettaglio dell'inghiottitoio

La depressione carsica, senza emissari superficiali, si trova nella vallata del torrente Roburentello, a breve distanza dallo spartiacque con la Val Casotto. Sul suo fondo è collocato un antico inghiottitoio dal quale si può accedere, con la dovuta esperienza speleologica, ad un sistema di cavità naturali. L'inghiottitoio è tuttora parzialmente attivo nel drenare le precipitazioni meteoriche. La zona delle Turbiglie è caratterizzata da una serie di rilevi con quote superiori ai mille metri, il principale dei quali (Monte Savino) domina la conca da nord. Oltre alla conca principale sono presenti altre cavità chiuse e varie forme delle morfologia superficiale carsica. La zona ospita numerose cavità naturali e forme superficiali della morfologia carsica e appartiene all'"Area carsica del Monte Savino".

## Storia
La Conca delle Turbiglie, con l'omonima grotta, venne visitata e studiata a fine Ottocento dal geologo Federico Sacco. La Grotta delle Turbiglie è considerata, assieme alle Grotte di Bossea e alla Tana del Forno, tra le cavità naturali storiche e meglio conosciute del Piemonte.

## Flora

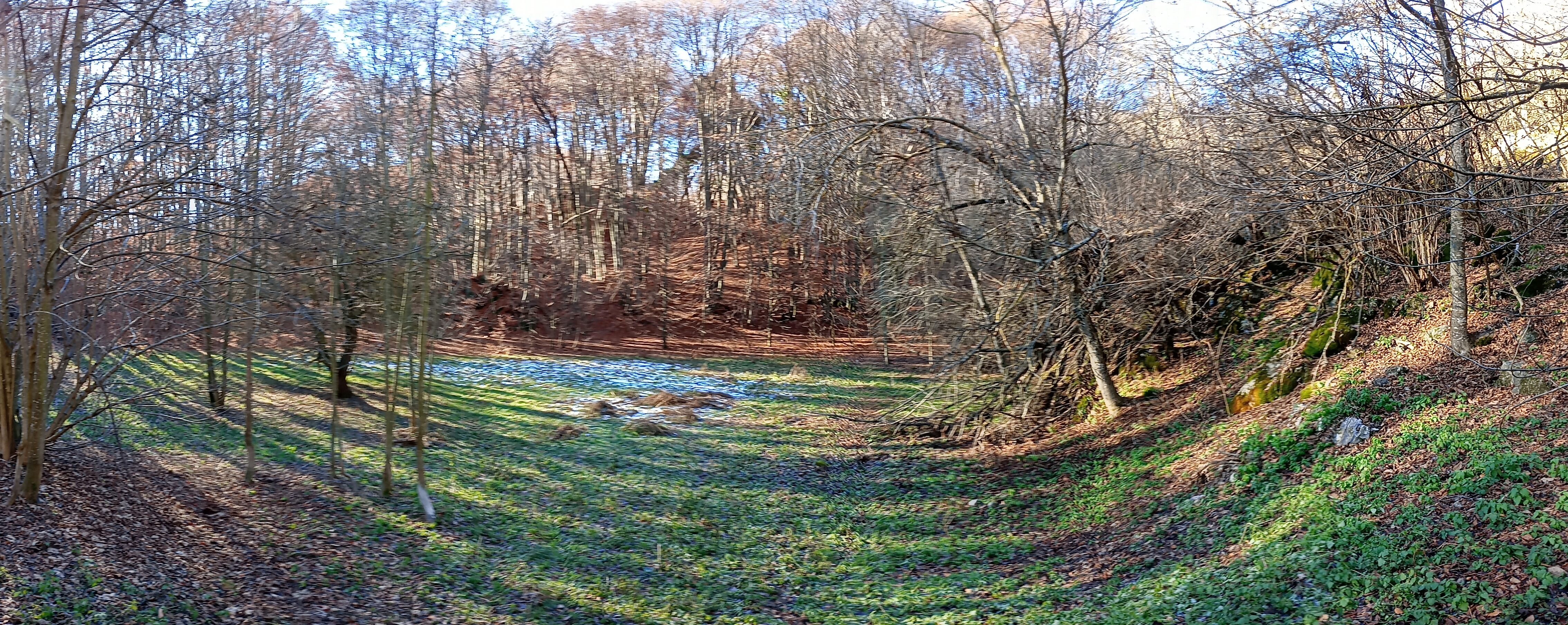
Una depressione secondaria poco a nord del punto più asso della conca

La conca si presenta come una ampia depressione erbosa, parzialmente circondata da rigogliosi boschi con prevalenza di latifoglie. La vegetazione si sviluppa su una copertura eluviale e colluviale non troppo permeabile e piuttosto spessa che ricopre il basamento calcareo.

## Fauna
La cavità della zona ospitano una interessante fauna cavernicola, come l'aracnide Holoscotolemon oreophilum e tre endemismi: i coleotteri Duvalius morisii (fam. Carabidae) e Bathysciola monregalensis (fam. Catopidae) e il chilopode Lithobius alpicosiensis  (fam. Lithobiidae).